# Hemisorghum mekongense
Hemisorghum mekongense är en gräsart som först beskrevs av Aimée Antoinette Camus, och fick sitt nu gällande namn av Charles Edward Hubbard. Hemisorghum mekongense ingår i släktet Hemisorghum och familjen gräs. Inga underarter finns listade i Catalogue of Life.